# Fanny Louise Bernth
Fanny Louise Bernth (* 13. Juli 1988 in Kopenhagen, Dänemark) ist eine dänische Film- und Theaterschauspielerin.

## Leben
Bernth wuchs im Kopenhagener Stadtteil Christianshavn auf und hatte, bedingt durch die Berufe ihrer Familie, bereits früh Kontakt mit dem Dänischen Film.
Ihr Filmdebüt hatte sie mit einer Hauptrolle in Katja und der Falke als Kinderdarstellerin. Eine Nebenrolle hatte sie 2004 im Film Zähl' bis 100.
2011 zog sie nach Aarhus, und besuchte dort die Skuespilleruddannelsen ved Aarhus Teater (deutsch Schauspielschule am Aarhus Theater). 2014 gab sie ihr Theaterdebüt am Aarhus Teater in der Titelrolle einer Inszenierung von Renée Simonsens Karlas kabale (deutsch Karlas Welt), zu der sie auch das Titellied einsang. Noch während ihrer Ausbildung wurden im Jahr 2015 alle dänischen Schauspielschulen in der neugegründeten Den Danske Scenekunstskole vereint, daher erlangte sie ihren Abschluss bei dieser neugeschaffenen Institution.
2015 wirkte sie in mehreren Musikvideos mit. So war sie im Musikvideo Let It Go des Sängers James Bay zu sehen. Auch im Musikvideo-Projekt Hungry Vaginas, das durch eine Crowdfunding-Kampagne auf Kickstarter finanziert wurde, spielte sie eine Rolle.  Zudem war sie eine Protagonistin im Musikvideo Arab Spring Break (Part I & II) der Band Reptile Youth.
2017 war sie als Hörspielsprecherin im Hörspiel I tried to dance it away zu hören, das live vor Publikum als Podcast eingespielt wurde.

## Theaterstücke
| Jahr | Theaterstück (Originaltitel) | Rolle       | Bühne                | Quelle        |
| ---- | ---------------------------- | ----------- | -------------------- | ------------- |
| 2014 | Karlas Kabale                | Karla       | Aarhus Teater        | [ 10 ] [ 11 ] |
| 2015 | Inga og Lutz                 | Britta      | Teatret Svalegangen  | [ 12 ]        |
| 2015 | Lev i fred med Deres nerver  | Mitwirkende | Aarhus Teater        | [ 13 ]        |
| 2016 | Satelliter på himelen        | Joni        | Teater Bloom         | [ 14 ]        |
| 2016 | Lille requiem om kærlighed   | Mitwirkende | Betty Nansen Teatret | [ 15 ] [ 16 ] |
| 2016 | Købers paradis               | Mitwirkende | CPH Stage            | [ 17 ]        |
| 2016 | Fakiren fra Bilbao           | Mitwirkende | Aarhus Teater        | [ 18 ]        |
| 2017 | VHS vs. Betamax              | Ida         | Teatret Svalegangen  | [ 19 ]        |
| 2017 | Midsummer Stories I          | Mitwirkende | CPH Stage            | [ 20 ]        |
| 2018 | 500 timers intimitet         | Mitwirkende | Teater V             | [ 21 ]        |
| 2018 | Drama Queens                 | Mitwirkende | Teater Republique    | [ 22 ]        |
| 2018 | Den Nye Generation           | Mitwirkende | Det Kongelige Teater | [ 23 ]        |
| 2019 | Frøken Julie                 | Frk. Julie  | Det Kongelige Teater | [ 24 ] [ 25 ] |
| 2019 | De fulde                     | Marta       | Det Kongelige Teater | [ 26 ]        |

## Filmografie
- 1999: Katja und der Falke (Falkehjerte)
- 2004: Zähl' bis 100  (Tæl til 100)
- 2016: Resort (Kurzfilm)
- 2016: Dicte (Fernsehserie, Gastauftritt Staffel 3 Folge 5–6)
- 2017: Shift! (Kurzfilm)
- 2017: Bokser (Kurzfilm)
- 2017–2018: Die Wege des Herrn (Herrens veje, Fernsehserie)
- 2017: En frygtelig kvinde
- 2018: Så længe jeg lever
- 2018: Den anden (Kurzfilm)
- 2023: Die Krankenschwester (Miniserie Sygeplejersken)

## Hörspiele
- 2017: Tine Høeg: I tried to dance it away – Regie: Nicolei Faber (Hörspiel – AKT1)

## Auszeichnungen
- 2016: Nordic Music Video Awards Best Actor Performance für Reptile Youth – Arab Spring Break I & II (gemeinsam mit Mads Damsgaard Kristiansen)[27]
- 2017: Reumert Talentpris für VHS vs. Betamax (Talentpreis)[28]
- 2017: Lauritzen Fonden „Believe in You“-pris (Talentpreis)[29][30]